# Yunganastes bisignatus
Yunganastes bisignatus is een kikker uit de familie Strabomantidae. De wetenschappelijke naam van de soort werd beschreven in 1899 door Werner. De soort komt voor in Bolivia op een hoogte van 1850 tot 2700 meter boven het zeeniveau. Yunganastes bisignatus wordt bedreigd door het verlies van habitat.